# Кінний спорт на літніх Олімпійських іграх 1972
Змагання з кінного спорту на літніх Олімпійських іграх 1972 в Мюнхені тривали з 28 серпня до 11 вересня на Олімпійському стадіоні для верхової їзди, в Палаці Ніфенбург, а також на головному Олімпійському стадіоні. В програмі було три види кінного спорту: виїздка, триборство і конкур. Кожен з них поділявся на індивідуальні та командні змагання, тобто загалом розіграно 6 комплектів нагород.

## Медальний залік
| Дисципліни               | Золото | Срібло | Бронза |
| ------------------------ | --- | --- | --- |
| Індивідуальна виїздка    | Лізелотт Лінзенгофф на Piaff (FRG) | Олена Пєтушкова на Pepel (URS)                                                                                               | Йозеф Некерманн на Venetia (FRG) |
| Командна виїздка         | СРСР (URS) Олена Пєтушкова і Pepel Іван Кізімов і Ikhor Іван Калита і Tarif                                                                | ФРН (FRG) Карін Шлютер і Liostro Лізелотт Лінзенгофф і Piaff Йозеф Некерманн і Venetia                                       | Швеція (SWE) Улла Гоканссон і Ajax Нінна Своб і Casanova Мауд фон Русен і Lucky Boy                                                      |
| Індивідуальне триборство | Річард Мід на Laurieston (GBR) | Алессандро Арджентон на Woodland (ITA)                                                                                       | Ян Єнссон на Sarajevo (SWE) |
| Командне триборство      | Велика Британія (GBR) Річард Мід і Laurieston Мері Гордон-Ватсон і Cornishman V Бріджет Паркер і Cornish Gold Марк Філліпс і Great Ovation | США (USA) Кевін Фрімен і Good Mixture Брюс Девідсон і Plain Sailing Майкл Пламб і Free and Easy Джеймс К. Воффорд і Kilkenny | ФРН (FRG) Гаррі Клуґманн і Christopher Robert Людвіґ Ґесінґ і Chicago Карл Шульц і Pisco Горст Карстен і Sioux                           |
| Індивідуальний конкур    | Граціано Манчінеллі на Ambassador (ITA) | Енн Мур на Psalm (GBR) | Ніл Шапіро на Sloopy (USA) |
| Командний конкур         | ФРН (FRG) Фріц Ліґґес і Robin Ґергард Вільтфанґ і Askan Гартвіґ Штенкен і Simona Ганс Ґюнтер Вінклер і Trophy                              | США (USA) Вільям Штайнкраус і Main Spring Ніл Шапіро і Sloopy Кетрін Каснер і Fleet Apple Френк Чепот і White Lightning      | Італія (ITA) Вітторіо Орланді і Fulmer Feather Раймондо Д'Інцео і Fiorello Граціано Манчінеллі і Ambassador П'єро Д'Інцео і Easter Light |

## Таблиця медалей
| Місце               | Країна                | Золото | Срібло | Бронза | Загалом |
| ------------------- | --------------------- | ------ | ------ | ------ | ------- |
| 1                   | ФРН (FRG)             | 2      | 1      | 2      | 5       |
| 2                   | Велика Британія (GBR) | 2      | 1      | 0      | 3       |
| 3                   | Італія (ITA)          | 1      | 1      | 1      | 3       |
| 4                   | СРСР (URS)            | 1      | 1      | 0      | 2       |
| 5                   | США (USA)             | 0      | 2      | 1      | 3       |
| 6                   | Швеція (SWE)          | 0      | 0      | 2      | 2       |
| Загалом (6 збірних) | Загалом (6 збірних)   | 6      | 6      | 6      | 18      |